# Karen Bass
Karen Ruth Bass (Los Angeles, 3 ottobre 1953) è una politica statunitense, sindaca di Los Angeles dal 12 dicembre 2022 ed in precedenza membro della Camera dei Rappresentanti per lo stato della California dal 2011 al 2022.

## Biografia
Figlia di DeWitt Talmadge Bass, postino di professione, e Wilhelmina Duckett, casalinga, da adolescente ha lavorato come volontaria alla campagna elettorale di Robert F. Kennedy per le presidenziali del 1968. Negli anni settanta militava nella Venceremos Brigade, un gruppo organizzatore di viaggi di solidarietà a Cuba per americani.
Si è laureata alla Keck School of Medicine dell'Università della California meridionale (USC): durante i suoi studi, ha assistito in prima persona agli effetti dell'epidemia del crack nella South Los Angeles, fondandovi nel 1991 assieme ad altri attivisti l'organizzazione Community Coalition per promuovere politiche per il miglioramento delle condizioni economiche e sociali dei più poveri. Ha ricevuto un Bachelor of Science in scienze della salute all'università statale della California, Dominguez Hills, e un master in lavoro sociale all'USC.

### Community Coalition e l'epidemia di cocaina crack
Negli anni '80, mentre lavorava come assistente medica e istruttrice clinica presso la Keck School of Medicine del USC Physician Assistant Program, Bass fu testimone dell'impatto dell'epidemia di crack nel sud di Los Angeles. Dopo aver partecipato a "Crack: The Death of a Race", una conferenza ospitata a San Francisco da Cecil Williams, ha deciso di organizzare una risposta.
Alla fine degli anni '80, Bass e altri membri della comunità locale hanno fondato la "Community Coalition", un'organizzazione con la missione di aiutare a trasformare le condizioni sociali ed economiche nel sud di Los Angeles che favoriscono la dipendenza, il crimine, la violenza e la povertà costruendo un'istituzione comunitaria che coinvolgesse migliaia di persone nel creare, influenzare e modificare le politiche pubbliche.

## Carriera politica

### Assemblea generale della California (2004-2010)
Dopo alcuni anni passati a lavorare nel settore sanitario, la Bass fu eletta all'Assemblea generale della California per il 47º distretto. Alla sua inaugurazione, è diventata l'unica donna afroamericana in servizio nella legislatura statale. È stata rieletta nel 2006 e nel 2008 prima della scadenza del suo mandato.
Il 28 febbraio del 2008 la Bass venne nominata Speaker dell'Assemblea. In queste vesti si impegnò per garantire l'assistenza sanitaria e la copertura assicurativa a bambini e poveri.

### Camera dei Rappresentanti degli Stati Uniti (2010-2022)

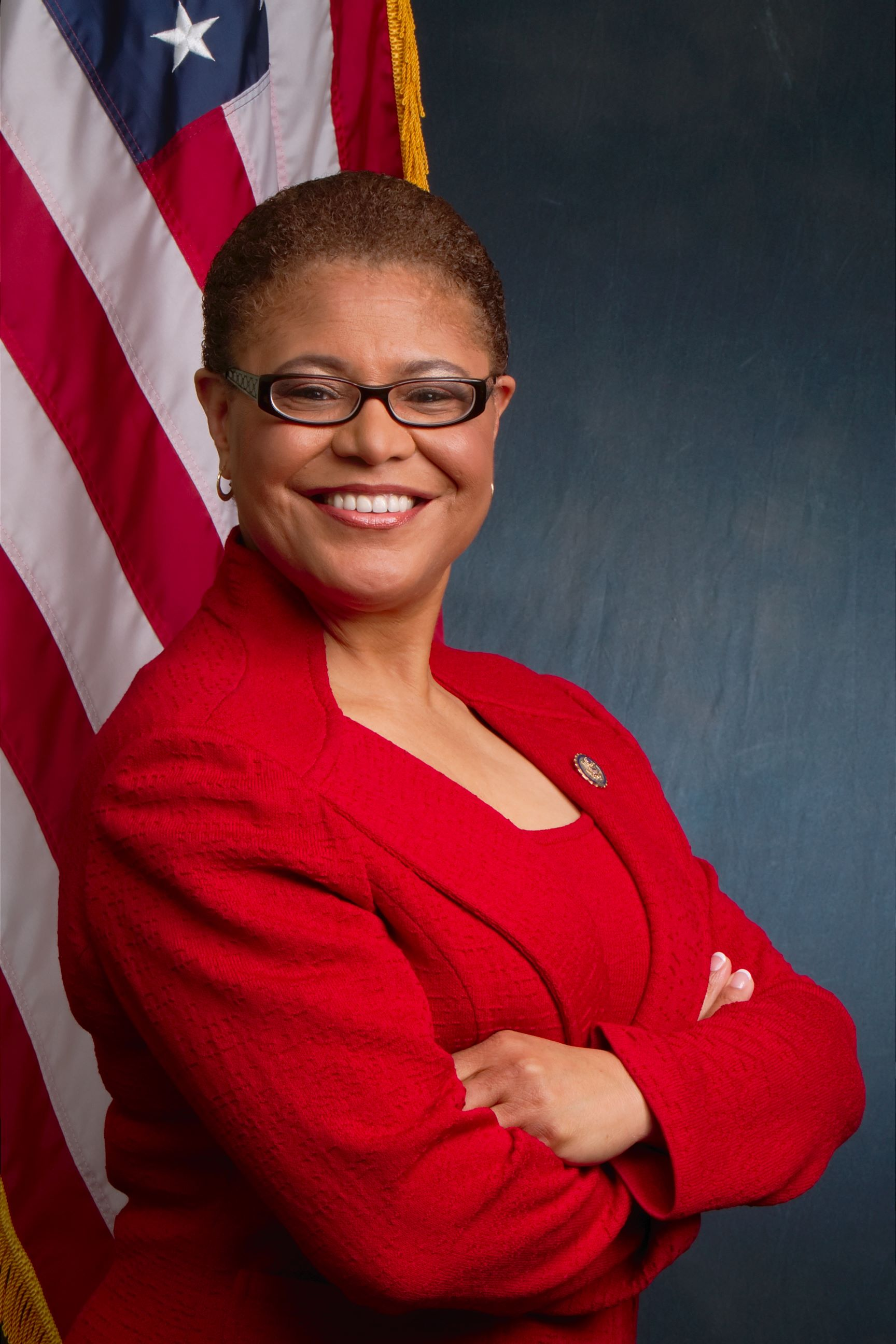
Karen Bass nel 2012

Nel 2010, non potendo più cercare la rielezione per limiti di mandato, la Bass scelse di candidarsi al Congresso per sostituire la deputata Diane Watson, andata in pensione dopo cinque mandati. La stessa Watson la incoraggiò a candidarsi per rappresentare il 33° (in seguito diventerà il 37°) Distretto congressuale della California. Data come favorita per la vittoria al seggio già in partenza, riuscì ad ottenere finanziamenti da sindacati,istituzioni finanziarie, operatori sanitari, studi legali nonché dall'industria dell'intrattenimento. Fu eletta il 2 novembre 2010 con l'86% dei voti.
Venne poi riconfermata alle successive elezioni del 2012 con l'86% dei voti. Bass è stata coinvolta nella campagna per la rielezione del presidente Barack Obama. Ha svolto un ruolo di leadership nell'organizzazione degli afroamericani della California per Obama e ha fatto parte del National African American Leadership Council di Obama. Bass era stata anche co-presidente degli afroamericani per Obama in California durante la campagna presidenziale del 2008.

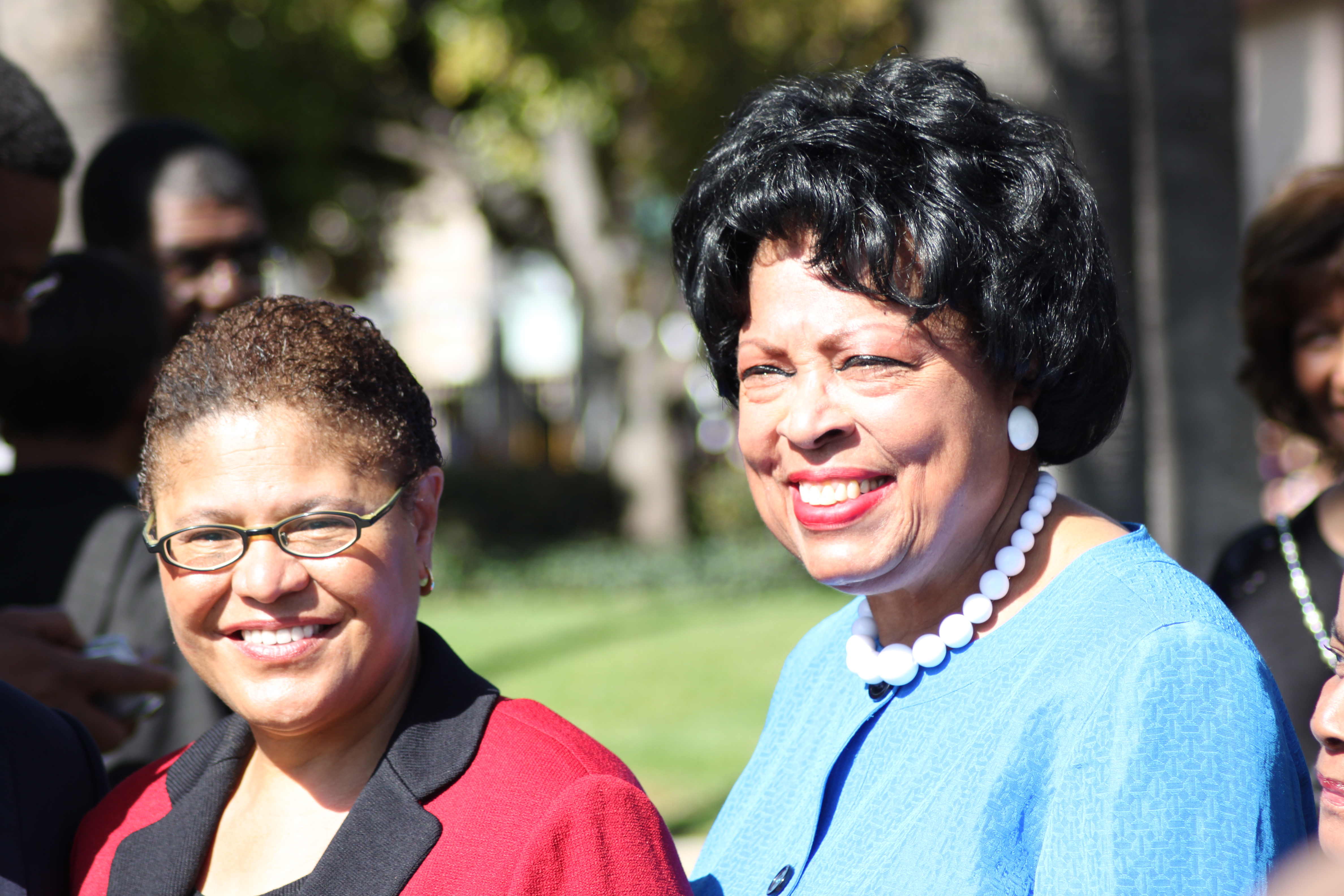
Karen Bass con Diane Watson nel 2010, nel giorno in cui ha annunciato la sua candidatura al Congresso

Bass è stata rieletta nel 2014 per un terzo mandato con l'84,3% dei voti e nel 2016 per un quarto mandato con l'81,1% dei voti. Ha appoggiato Hillary Clinton alle primarie del 2015. Il 3 agosto 2016, Bass ha lanciato una petizione per far valutare psicologicamente l'allora candidato Donald Trump, che secondo lei sembrava mostrare sintomi di disturbo narcisistico di personalità. La petizione è stata firmata da 37.218 sostenitori. Non ha comunque partecipato all'inaugurazione del presidenza Trump dopo aver condotto un sondaggio su Twitter.
Alle elezioni del 2018, Bass ha creato il "Sea Change Leadership PAC" per attivare, educare e mobilitare gli elettori con l'obiettivo anti-Trump. Ha vinto le primarie con l'89,18% dei voti ed è stata rieletta per un quinto mandato con l'88,2% dei suffragi.
Ha programmato di ritirarsi alla fine del 117º Congresso per candidarsi come sindaca di Los Angeles.
La Bass, una liberale, fa parte del Congressional Progressive Caucus e del Congressional Black Caucus. Si è schierata a favore dell'aborto e dei diritti dei gay.

### Sindaca di Los Angeles (2022-presente)

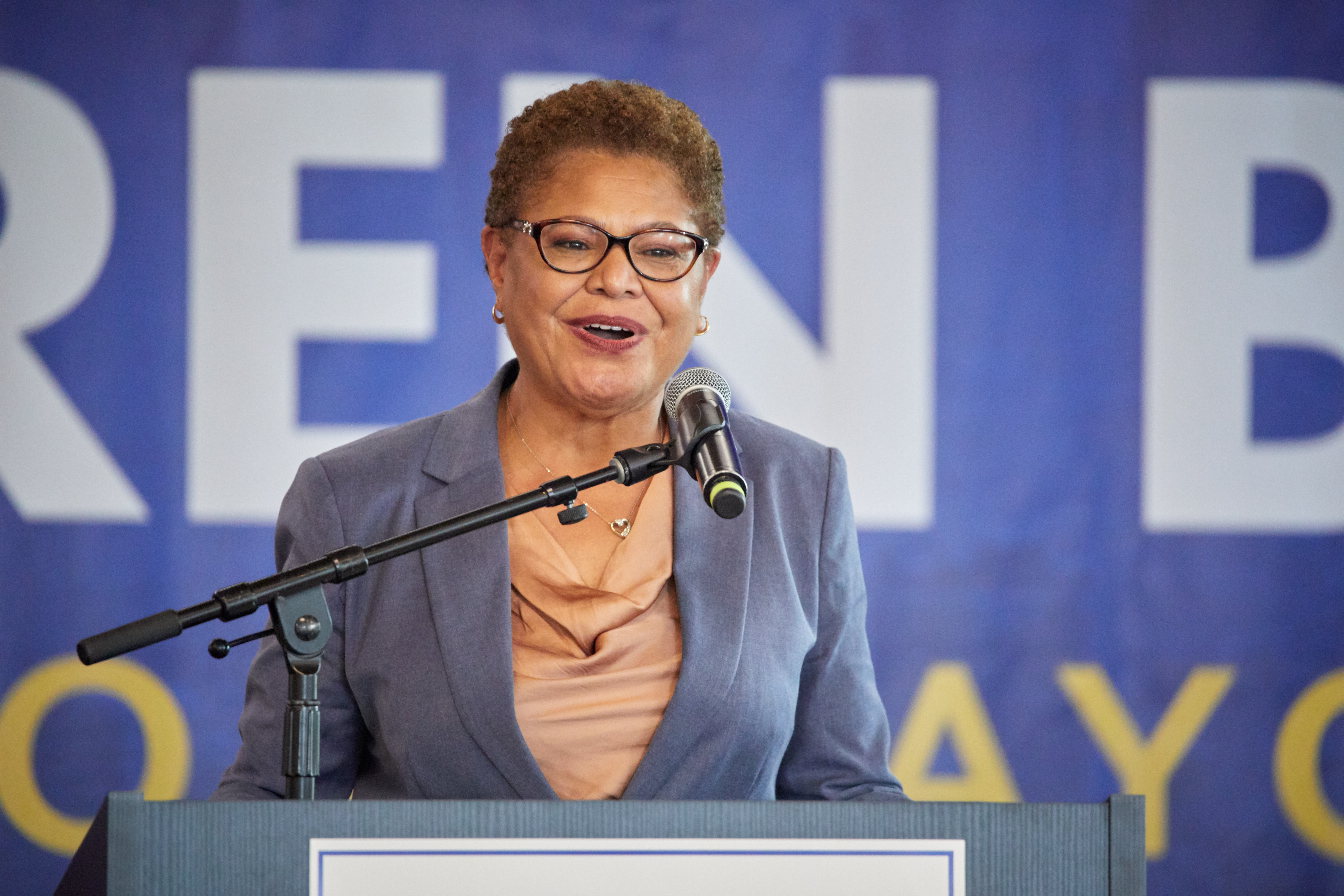
Bass parla durante la campagna elettorale nel 2021

Il 27 settembre 2021, Bass ha annunciato la sua candidatura a sindaca di Los Angeles nelle elezioni del 2022. La sua campagna si concentra sull'affrontare le cause del problema dei senzatetto nella città e porre fine agli accampamenti di senzatetto intorno alle scuole elementari, ai parchi pubblici e alle spiagge. L'ex sindaco Antonio Villaraigosa l'ha appoggiata. Bass è stata la più votata alle primarie del 7 giugno e ha affrontato Rick Caruso nelle elezioni di novembre. Il 16 novembre, l'Associated Press l'ha dichiarata sindaca eletta. Bass è diventata la prima donna, la prima donna di colore e la seconda persona di colore, dopo Tom Bradley sindaco dal 1973 al 1993, ad essere eletta sindaca di Los Angeles.
Nella prima decade di gennaio 2025 un grande incendio si è sviluppato nella città di Los Angeles causando gravi danni, mentre la sindaca si trovava all'estero. Sono piovute critiche sui tagli economici da lei fatti al dipartimento dei vigili del fuoco che ha avuto seri problemi nella gestione dell'incendio e la sua mancanza di coinvolgimento emotivo nella questione.

## Vita privata
Dal suo matrimonio con Jesús Lechuga, durato dal 1980 al 1986, la Bass ha avuto una sola figlia, Emilia, morta a 23 anni in un incidente stradale assieme a suo marito, Michael Wright, nel 2006.